# کوامبا (مینه‌سوتا)
کوامبا، مینه‌سوتا (به انگلیسی: Quamba, Minnesota) یک شهر در ایالات متحده آمریکا است که در Kanabec County واقع شده‌است.

## خصوصیات
کوامبا ۱٫۸۶ کیلومترمربع مساحت و ۱۲۳ نفر جمعیت دارد و ۳۰۹ متر بالاتر از سطح دریا واقع شده‌است.